# Institut national de technique aérospatiale

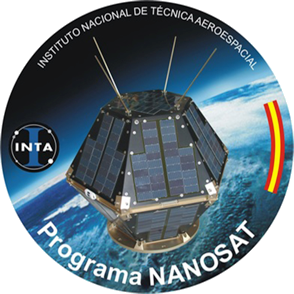
Insigne du programme Nanosat

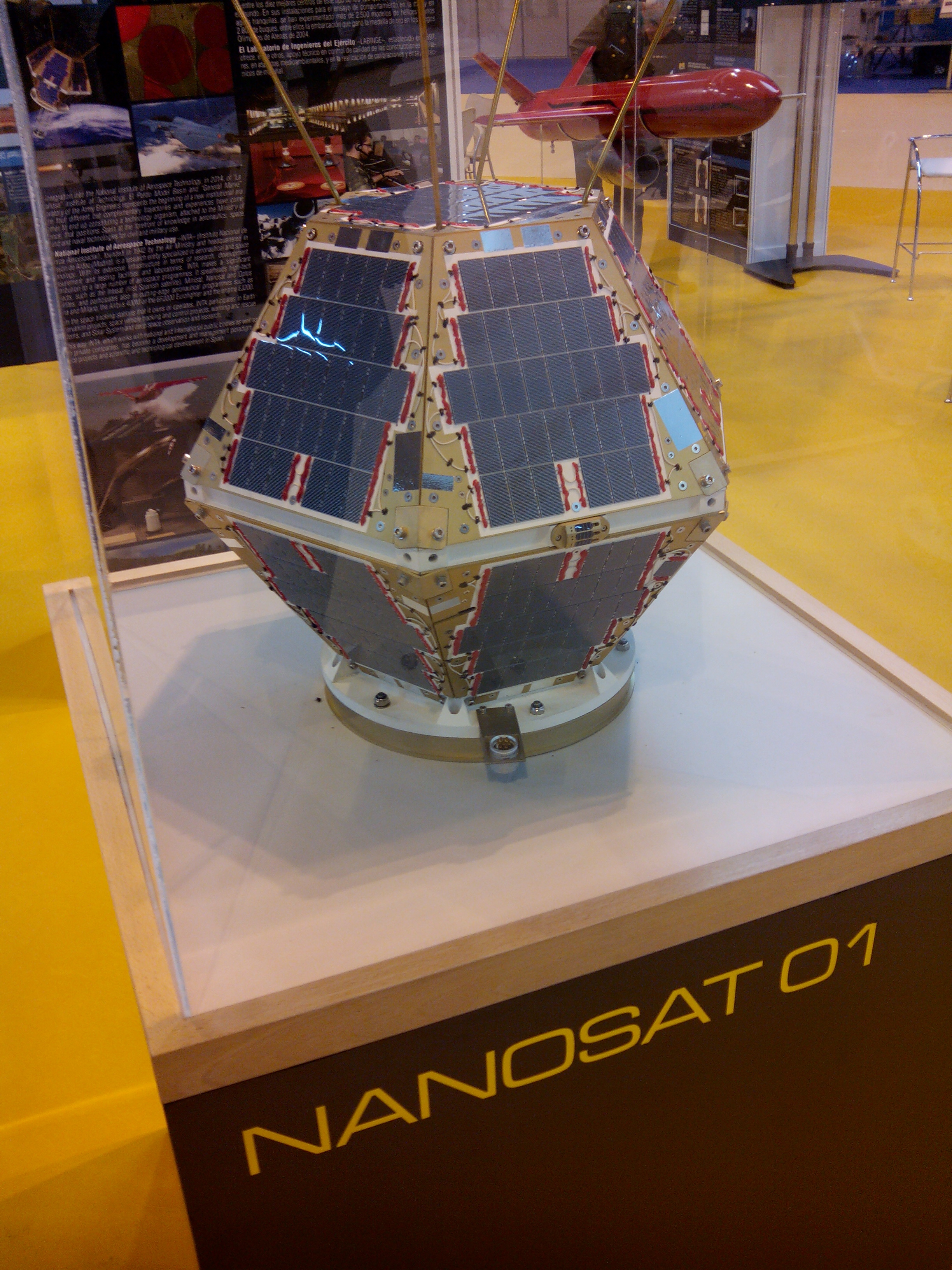
Reproduction du Nanosat 01

 (juin 2023).
Si vous disposez d'ouvrages ou d'articles de référence ou si vous connaissez des sites web de qualité traitant du thème abordé ici, merci de compléter l'article en donnant les références utiles à sa vérifiabilité et en les liant à la section « Notes et références ».
L'Institut national de technique aérospatiale,,,, (en espagnol : Instituto Nacional de Técnica Aeroespacial, INTA) est un organisme public espagnol dépendant du ministère de la Défense espagnol, chargé des projets de recherche spatiale et aéronautique.

## Présentation
L'INTA est fondé en 1942 comme Instituto Nacional de Técnica Aeronáutica par Felipe Lafita Babio, ingénieur naval, industriel et aéronautique. Le bureau d'études dirigé par Huarte Mendicoa dessine alors une série d'avions légers dont la construction est confiée à AISA : H.M.1 et H.M.5 d’école en 1943, H.M.7 à cabine fermée en 1947, H.M.9 pour le remorquage de planeurs.
La conception de son premier satellite date de 1974, avec le satellite scientifique INTASAT.
Dans les années 1990, l'INTA lance un programme de recherche et développement axé sur les satellites de petites dimensions microsatellites (satellites de quelques centaines de kg maximum) avec notamment le projet « MiniSatélites », qui aboutit sur la conception et au lancement depuis le territoire espagnol en 1997 du satellite scientifique MINISAT-01.
Ce projet ouvre la voie aux « NanoSatélites », des satellites de plus petites dimensions (environ 15 kg) : NANOSAT-1 (2004) et NANOSAT-1B (2009). Une seconde génération de NANOSAT de 40 kg est en cours d'élaboration ; la nouvelle série est inaugurée par le NANOSAT-2 dont la mission principale est la détection des feux de forêt (par infrarouge), avec un lancement prévu en 2010.    
L'INTA travaille également depuis plus d'une décennie sur les drones (programmes ALBA, ALO & SIVA) et les Mini/Micro-drones.
Les recherches sur l'élaboration de radars à ouverture synthétique, encore plus performant, font aussi partie des programmes de l'INTA : élaboration de radars embarqués sur des aéronefs ou des satellites, qui permettent une meilleure visibilité en zones d'ombres, forêt dense ou dans des conditions météorologiques adverses.         

## Les cinq centres technologiques de l'INTA
- INTA-Sede Central : principal centre technologique de 400 ha situé à Torrejón de Ardoz dans la province de Madrid, avec plus de cent bâtiments, il concentre la majeure partie de la recherche et développement de l'organisme.

- INTA-Villafranca del Castillo : centre spatial situé à Villanueva de la Cañada dans la province de Madrid, destiné à des opérations de mise et maintien à poste des véhicules spatiaux européens pour le compte de l'Agence spatiale européenne (ESA).

- INTA-Robledo de Chavela : centre de communication à Robledo de Chavela dans la province de Madrid, destiné à des opérations de mise et maintien à poste des véhicules spatiaux d'exploration du système solaire pour le compte de la NASA.

- INTA-El Arenosillo : centre d'expérimentations atmosphériques et d'essais de fusées, situé à Mazagón sur le territoire de la commune de Moguer dans la province de Huelva dans le sud de l'Espagne. Il est le principal centre de lancement de fusées-sondes espagnoles et il est utilisé pour certifier en vol des engins aérospatiaux (drone, ...).

- INTA-Centro de Ensayos de Granada : centre d'expérimentation à Chauchina dans la province de Grenade, destiné aux essais en vol pour les certifications des aéronefs.

## Directeurs de l'INTA
| Début      | Fin        | Directeur                   | Carrière  |
| ---------- | ---------- | --------------------------- | --------- |
| 02/02/2018 | Actuel     | José María Salom Piqueres   | Militaire |
| 29/11/2013 | 01/02/2018 | Ignacio Azqueta Ortiz       | Militaire |
| 08/11/2012 | 29/11/2013 | José Manuel García Sieiro   | Militaire |
| 08/05/2009 | 08/11/2012 | Jaime Denis Zambrana        | Civile    |
| 09/07/2004 | 08/05/2009 | Fernando Gonzalez Garcia    | Civile    |
| 16/06/2000 | 09/07/2004 | Fernando Cascales Moreno    | Civile    |
| 21/03/1997 | 16/06/2000 | Emilio Varela Arroyo        | Civile    |
| 21/10/1995 | 21/03/1997 | Álvaro Giménez Cañete       | Civile    |
| 26/07/1989 | 14/10/1995 | Enrique Trillas Ruiz        | Civile    |
| 20/01/1987 | 21/07/1989 | José Antonio Andrés Jiménez | Militaire |
| 1984       | 20/01/1987 | Manuel Bautista Aranda      | Civile    |
|            |            | Juan Vigón Suero-Díaz       | Militaire |
|            |            | Rafael Calvo Rodés          | Militaire |
| 14/07/1970 |            | Daniel Oliver Osuna         |           |
| 09/11/1962 | 14/07/1970 | Antonio Pérez-Marín Castro  | Militaire |
| 07/05/1942 | 09/11/1962 | Felipe Lafita Babío         | Civile    |

## Recherche sur les drones
- INTA SIVA
- INTA Milano
- INTA ALO
- INTA ALBA